# Сподње Битње
Сподње Битње (словен. Spodnje Bitnje) је насељено место у општини Крањ, Горењска регија, Словенија.

## Историја
До територијалне реорганизације у Словенији било је у саставу старе општине Крањ.

## Становништво
У попису становништва из 2011. године, Сподње Битње је имало 280 становника.
| Број становника према пописима | Број становника према пописима | Број становника према пописима |
| ------------------------------ | ------------------------------ | ------------------------------ |
| 1991                           | 2002                           | 2011                           |
| 204                            | 237                            | 280                            |

Напомена: Године 2016. извршена је мања размена територија између насеља Жабница и Сподње Битње.